# Капиларна цев
Капиларна цев или капиларни суд је свака цев (суд) чији је пречник врло мали, обично краћи од 1 mm. Назив речи потиче од речи капилар, што значи танко или длака.
У овако уским цевима на местима додира зида цеви и течности у њој, долазе до изражаја многи ефекти који настају на местима додира течности и чврстих тела услед су молекуларних сила, а последица су површинског напона течности. Капиларне цеви се препознавају по томе што се на површини течности која се налази у њима образује мениск.
У капиларама се течности не понашају по законима спојених судова, већ ниво течности може бити изнад или испод нивоа течности у суду у коме је капилар зароњен. Који од та два случаја ће бити у питању зависи од природе саме течности.

## Капиларне цеви у природи
Капиларне цеви су веома распрострањени у природи, а на капиларним ефектима се заснивају многе појаве у свакодневном животу.
- Најкраћи и најбројнији судови у организмима сисара су капилари. Њихова дужина варира од 5 до 10 μm, док им је зид дебљине 0,5 микромилиметара. Мала дебљина зида капилара служи ефикасној и брзој размени материје из и у капиларе. Врши се проток супстанци попут молекула кисеоника, угљен-диоксида, шећера, амино киселина, воде између крви и ћелија ткива. Ниво размена материја кроз зидове капилара варира од региона до региона, и у неким деловима тела, као што је мозак, размена не постоји.[1]

- Биљке помоћу капиларних цеви врше транспорт воде и минерала од корена ка вишим деловима биљке, упркос деловању гравитационе силе.
- Капиларним судовима се вода преноси из влажног у суво земљиште.
- Мале поре код сунђера се понашају као капилари и захваљујући њима сунђери могу да упију велике количине воде.

## Капиларне цеви у индустрији и примени у свакодневном животу
- Капиларне цеви имају значај у техници, нпр. при процесу флоатације који се заснива управо на таквим процесима.
- Њихова велика примена је и у индустрији, у производњи материјала, посебно као код производње материјала за спортску одећу. Тада се користи материјал који са ситним капиларним судовима које имају улогу да покупе зној са коже. Овакви материјали се поред свећа и фитиља лампи, често називају капиларни материјали.

- На старим зградама на којима не постоји хоризонтална и вертикална хидроизолација или она постоји, али је током година постала пропусна, долази до појаве капиларне влаге у зидовима. Већина грађевинских материјала је порозна и материјал садржи велики број финих капиларних цевчица, које при слабој изолацији од воде упијају влагу попут сунђера. Цигла, малтер и креч најјаче упијају влагу. Горња граница количине влаге у зидовима зависи од влажности околног тла, густине капилара грађевинског материјала и могућности испаравања.[2]
- Показало се да је у електродама горивне ћелије са гасом најефикасније користити једну обичну цев и једну капиларну цев, због регулисања притиска гаса и истискивања електролита. У таквим електродама се на страни електролита налазе уске цеви код којих се изразито испољавају капиларни ефекти, па реакција не зависи толико од притиска гаса, а самим тим је могуће боље контролисање електрохемијске реакције која се обавља у цевима.[3]
- Капиларне појаве су примећене и у танкослојној хроматографији када је пронађено да се растварач креће вертикално навише и кад се поре понашају као границе међу малим честицама, тј. као капиларне цевчице.

## Капиларни ефекти
Капиларни ефекти показују склоност течности да улазе или залазе у уске процепе, а манифестују се и површином течности која није потпуно хоризонтална, већ се уз зидове суда закривљује. Овакве појаве се објашњавају постојањем различитих сила адхезије и кохезије, односно постојање површинског напона течности.
У овако уским цевима на местима додира зида цеви и течности у њој, долазе до изражаја многи ефекти који настају на местима додира течности и чврстих тела услед су молекуларних сила.
У уским цевима као што су капиларне цеви, течности се не понашају по закону спојених судова. Угао квашења зависи од врсте течности и материјала суда. Ако је капиларна цев постављена у већи суд зароњена у течност која добро кваси зидове суда (као што су нпр. вода или етанол), ниво течности у капилари је увек виши од нивоа течности у већем суду. Оваква појава се назива капиларна атракција. У случају када је ниво течности у капилари нижи од оног у већем суду (случај код живе), појава се назива капиларна депресија.

## Висина течности у капиларној цеви
Када се у капиларној цеви успостави равнотежа на течност која се пење уз зидове суда, долази до компензовања тежине стуба која је усмерена наниже и вертикалне компоненте силе површинског напона која је усмерена навише.
Сила површинског напона делује по унутрашњем обиму цеви и њен интензитет је:
{\displaystyle F=2r\pi \gamma ,}
где је: γ - константа површинског напона између две средине, а r - унутрашњи полупречник цеви.
Из укупне силе површинског напона по целом обиму цеви, може се издвојити вертикална компонента и она ће износити:
{\displaystyle F_{v}=F\cos {\theta }=2r\pi \gamma \cos {\theta }.}
Како је тежина стуба течности:
{\displaystyle Q=\rho gV=\rho gr^{2}\pi h,}
где је ρ - густина, V - запремина, g - убрзање Земљине теже, h - висина.
Онда ће за стање равнотеже ће важити:
{\displaystyle F_{v}=Q}
{\displaystyle 2r\pi \gamma \cos {\theta }=\rho gr^{2}\pi h,}
одакле се добија:
{\displaystyle h={{2\gamma \cos {\theta }} \over {\rho gr}}.}
За потпуно квашење, угао квашења износи 0, па је cosθ = 1 и тада је висина нивоа течности у цеви:
{\displaystyle h={{2\gamma } \over {\rho gr}}.}
Формула за висину у случају капиларне депресије, се добија на сличан начин, када се изједначе {\displaystyle -F_{v}=Q.}